# Campeonato Pan-Americano de Handebol Masculino Sub-19
O Campeonato Pan-Americano de Handebol Masculino Sub-19 é a competição oficial de seleções de handebol da América do Norte, América Central e Caribe e América do Sul. Criado em 2011, é realizado a cada dois anos.

## Resultados
| 2001 Detalhes | Vinã del Mar         | Brasil    | 22-21         | Argentina | Cuba       | 32-28         | Chile     |
| 2003 Detalhes | São José dos Pinhais | Brasil    | 31-29         | Argentina | Chile      | 27-21         | Uruguai   |
| 2004 Detalhes | São José dos Pinhais | Argentina | Sem play offs | Brasil    | Uruguai    | Sem play offs | Chile     |
| 2005 Detalhes | Brusque              | Argentina | 30-29         | Brasil    | Groelândia | 28-19         | México    |
| 2006 Detalhes | Blumenau             | Argentina | 26-25         | Brasil    | Chile      | 29-16         | Uruguai   |
| 2007 Detalhes | Cascavel             | Argentina | Sem play offs | Brasil    | Porto Rico | Sem play offs | Uruguai   |
| 2008 Detalhes | Blumenau             | Argentina | 27-21         | Brasil    | Porto Rico | 29-18         | Venezuela |
| 2010 Detalhes | Balneário Camboriú   | Brasil    | Sem play offs | Argentina | Chile      | Sem play offs | Uruguai   |
| 2011 Detalhes | Barquisimeto         | Argentina | 25-24         | Brasil    | Chile      | 28-19         | Venezuela |
| 2013 Detalhes | San Cristóbal        | Argentina | 26-24         | Brasil    | Venezuela  | 36-29         | Chile     |
| 2014 Detalhes | Buenos Aires         | Brasil    | Sem play offs | Argentina | Paraguai   | Sem play offs | Venezuela |
| 2015 Detalhes | San Cristóbal        | Brasil    | Sem play offs | Argentina | Chile      | Sem play offs | Venezuela |
| 2017 Detalhes | Santiago             | Argentina | 22-21         | Brasil    | Chile      | 35-20         | Venezuela |

## Quadro de Medalhas
| Ordem | País        | Medalha de ouro | Medalha de prata | Medalha de bronze | Total |
| ----- | ----------- | --------------- | ---------------- | ----------------- | ----- |
| 1     | Argentina   | 8               | 5                | 0                 | 13    |
| 2     | Brasil      | 5               | 8                | 0                 | 13    |
| 3     | Chile       | 0               | 0                | 6                 | 6     |
| 4     | Porto Rico  | 0               | 0                | 2                 | 2     |
| 5     | Cuba        | 0               | 0                | 1                 | 1     |
| 5     | Gronelândia | 0               | 0                | 1                 | 1     |
| 5     | Paraguai    | 0               | 0                | 1                 | 1     |
| 5     | Uruguai     | 0               | 0                | 1                 | 1     |
| 5     | Venezuela   | 0               | 0                | 1                 | 1     |